# Perdoada
Perdoada é o terceiro álbum de estúdio do cantor piauiense Roberto Müller, lançado em 1966 pela CBS.

## Texto de apresentação do LP na contra-capa
| “ | Roberto Müller já é muito conhecido de todos vocês. Criador de grande número de sucessos, o "Pingo de Ouro", como é conhecido nos meios artísticos, apresenta-nos mais este LP, sob o título "Perdoada". Roberto Müller, rapaz sentimental dono de uma estrela como poucos, soube ainda desta dez escolher, e bem, o repertório do seu disco. Somos rigorosos em nossos julgamentos — e por isso mesmo ouvimos com bastante atenção faixa por faixa deste disco. E todo bom para apreciadores do "bolero". Para aqueles que gostam e precisam espraiar suas mágoas amororsas através da música. Recomendamos a você, discófilo amigo, este "Perdoada". | ” |
|   | — Othon Russo. |   |

## Lista de faixas
| N.º | Título                                       | Compositor(es)                           | Duração |  |
| 1.  | "Já Não Me Interessas (Ya no Me Interessas)" | M. Alma / Versão: Georgette Vidor        |         |  |
| 2.  | "Quatro Velas (Cuatro Círios)"               | F. Baena / Versão: Georgette Vidor       |         |  |
| 3.  | "Quem Tem Amor Não Chora"                    | Toninho / J. Coutinho                    |         |  |
| 4.  | "Vai Saudade"                                | Jairo Aguiar / Roberto Müller            |         |  |
| 5.  | "Só Resta Uma Saudade"                       | Roberto Müller / Elias Soares            |         |  |
| 6.  | "Quisera Eu"                                 | Jacobina / Agenor Madureira              |         |  |
| 7.  | "Perdoada (Perdonada)"                       | D. Santos / Versão: J. V. Rosa Júnior    |         |  |
| 8.  | "Não Te Maldigo (Yo no Te Maldigo)"          | V. M. Mato / Versão: Clóvis Mello        |         |  |
| 9.  | "Meu Pecado"                                 | Othon Russo / Niquinho                   |         |  |
| 10. | "Quem de Nós Dois"                           | Belmiro Barrela                          |         |  |
| 11. | "Tudo Se Fez Cinzas (Todo Lo Hice Trizas)"   | A. Valdes / Versão: J. V. Rosa Júnior    |         |  |
| 12. | "O Último Degrau (En Nel Último Escalon)"    | W. Chevalier / Versão: J. V. Rosa Júnior |         |  |